# I Need a Doctor
I Need a Doctor (рус. Мне нужен Доктор) — второй официальный сингл из третьего альбома американского рэпера Dr. Dre Detox. В записи песни также приняли участие рэпер Эминем и певица Скайлар Грей.

## История создания
Премьера официальной версии песни была проведена через официальный сайт Dr. Dre. Продюсером трека стал популярный продюсер Alex da Kid, известный по работам «Castle Walls» (для рэпера T.I.), «Massive Attack» (для Ники Минаж), но прежде всего — обеих частей международных хитов «Airplanes» и «Love the Way You Lie». Впечатления Алекса от работы с Dr. Dre были сообщены им во время интервью каналу MTV: «Это было удивительно. Он один из моих любимых продюсеров всех времён. Все знают, какой он перфекционист: он работает над своим альбомом уже 11 лет. Мне даже трудно описать, что я чувствую, когда он позвал меня, доверился мне, не управлял мной, позволил мне сделать свой вклад».
Песня состоит из трёх куплетов. Первые два зачитаны Эминемом. Он благодарит своего учителя за веру в него в начале пути и за помощь в возвращении славы в наши дни. Третий куплет зачитан уже самим Дре, в котором говорит Эминему спасибо, за то, что тот не оставил его в трудные дни. Также в песне Дре говорит: «Черную музыку поднял белый парень».

## Музыкальное видео
На трек был также снят видеоклип. Режиссёром стал Аллен Хьюз, постановщик фильмов «Угроза обществу», «Из ада», «Книга Илая» и сериала «Прикосновение зла». Премьера состоялась 24 февраля 2011 года.
Видео снято в очень кинематографической манере. Во вступлении Доктор Дре стоит на скале и смотрит на море, затем садится в Ferrari и мчится по скоростной трассе. Всё это время мы видим флешбэки предыдущей жизни Дре, также показываются флэшбэки из клипа Without Me. Неожиданно происходит настоящая авария, ради которой Дре пожертвовал Ferrari 360 Modena. Дре попадает в больницу. Эминем читает свои куплеты перед лежащим под капельницей (во втором куплете — помещённым в чан с жидкостью) Дре. Припевы Грэй поёт ангел, витающий в виде голограммы над героями (персонаж предстает в образе оракула из фильма «300 спартанцев»). Сама Грэй снялась в роли одного из врачей, так же, как и Алекс да Кид. Наконец Дре приходит в сознание, проходит реабилитацию и в финале посещает могилу Эрика Райта, более известного как рэпер Eazy-E, который начал музыкальную карьеру Дре, основав N.W.A, и был её членом вместе с Ice Cube, MC Ren, и DJ Yella.

## Представления песни
Песня «I Need a Doctor» была исполнена на церемонии 2011 Grammy Awards вместе со второй частью песни «Love the Way You Lie». В исполнении приняли участие Эминем, Скайлар Грей, Dr. Dre, Рианна и Адам Левин, фронтмэн группы Maroon 5.

## Отзывы критиков
В массе своей «I Need a Doctor» была благоприятно встречена критиками. Обозреватель Digital Spy Ник Левин выставил песне 5 звёзд из пяти, похвалив стиль продюсера Алекса да Кида и партии Эминема и Дре (они, по его словам, "поднимают песню с уровня «очень хорошо» до уровня «выдающееся»)

## Позиции в чартах
| Чарт (2011)                         | Максимальная позиция |
| ----------------------------------- | -------------------- |
| Австралия (ARIA)                    | 27                   |
| Австралия (ARIA Urban Singles)      | 9                    |
| Австрия (Ö3 Austria Top 75)         | 64                   |
| Бельгия (Ultratip Фландрия)         | 13                   |
| Бельгия (Ultratip Валлония)         | 35                   |
| Дания (Tracklisten)                 | 40                   |
| Ирландия (IRMA)                     | 23                   |
| Канада (Canadian Hot 100)           | 8                    |
| Франция (SNEP)                      | 36                   |
| Нидерланды (Single Top 100)         | 55                   |
| New Zealand (RIANZ)                 | 34                   |
| Швейцария (Schweizer Hitparade)     | 33                   |
| Великобритания (OCC UK Singles)     | 15                   |
| Великобритания (OCC UK Hip Hop/R&B) | 3                    |
| США Billboard Hot 100               | 4                    |